# Les Ressuintes
Les Ressuintes ist eine französische Gemeinde mit 153 Einwohnern (Stand: 1. Januar 2022) im Département Eure-et-Loir in der Region Centre-Val de Loire; sie gehört zum Arrondissement Dreux und zum Kanton Saint-Lubin-des-Joncherets.

## Geographie
Les Ressuintes liegt etwa 50 Kilometer westnordwestlich von Chartres am Oberlauf der Meuvette. Umgeben wird Les Ressuintes von den Nachbargemeinden Lamblore im Norden, La Puisaye im Nordosten und Osten sowie La Ferté-Vidame im Süden und Westen.

## Bevölkerungsentwicklung
| Jahr                       | 1962 | 1968 | 1975 | 1982 | 1990 | 1999 | 2006 | 2020 |
| Einwohner                  | 163  | 115  | 100  | 101  | 79   | 127  | 145  | 128  |
| Quellen: Cassini und INSEE |      |      |      |      |      |      |      |      |

## Sehenswürdigkeiten
- Kirche Notre-Dame aus dem 12. Jahrhundert, Teil eines früheren Klosters

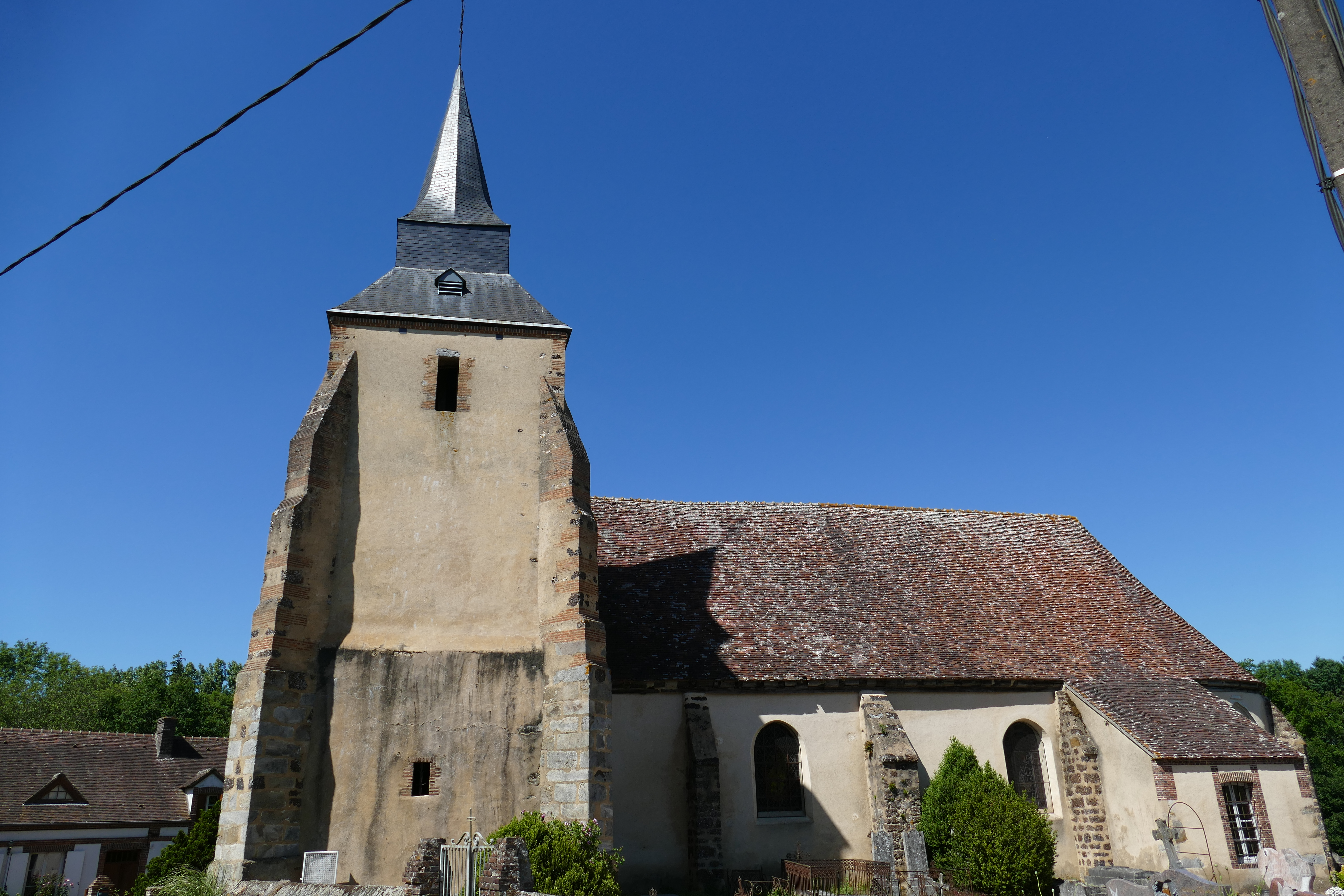
Kirche Notre-Dame

- Reste der Burg von Les Ressuintes